# لوران لورو
لوران لورو هو سياسي كندي، ولد في 17 نوفمبر 1759 بلا سوومبتيون في كندا، وتوفي بنفس المكان في 26 مايو 1855.